# إيما إل. بوين
إيما إل. بوين (بالإنجليزية: Emma L. Bowen)‏ هي ناشِطة أمريكية، ولدت في القرن العشرين في سبارتانبرغ في الولايات المتحدة، وتوفيت في 1996.

## وصلات خارجية
- الموقع الرسمي